# Deepa Anappara
Deepa Anappara, née dans le Kerala en Inde, est une journaliste et une romancière indienne, auteure de romans policiers.

## Biographie
Ayant grandi à Palakkad (Kerala) et diplômée de l'université d'East Anglia, Deepa Anappara a travaillé comme journaliste en Inde pendant onze ans. Ses principaux reportages portent sur l'impact de la pauvreté et de la violence religieuse sur l'éducation des enfants. 
En 2020, elle publie son premier roman, Les Disparus de la Purple line (Djinn Patrol on the Purple Line), grâce auquel elle est lauréate du prix Edgar-Allan-Poe 2021 du meilleur roman. Ce roman est également nommé pour de nombreux autres prix.

## Œuvre

### Roman
- Djinn Patrol on the Purple Line (2020) Les Disparus de la Purple line, Paris, Presses de la Cité (2021)  (ISBN 978-2-258-19374-1) ; réédition, Paris, 10/18 no 5753, 2022  (ISBN 978-2-264-07961-9)

### Nouvelles
- The Breakdown (2013)
- After a Hijacking (2015)

## Prix et distinctions

### Prix
- Prix Edgar-Allan-Poe 2021 du meilleur roman pour Djinn Patrol on the Purple Line[2]
- Tata Literature Live! First Book (Fiction) 2020 pour Djinn Patrol on the Purple Line[3]

### Nomination
- Prix Macavity 2021 du meilleur premier roman pour Djinn Patrol on the Purple Line[4]